# Vífill Ketilsson
Vífill Ketilsson (n. 925?) foi um víquingue de origem nobre proveniente das Ilhas Britânicas que aparece em diversas fontes históricas relacionadas com a colonização da Islândia, entre elas a Saga de Érico, o Vermelho e saga de Laxdœla.  Vífill foi provavelmente um prisioneiro de guerra que acabou por se tornar thrall (escravo) da matriarca Aud, a Sábia a quem serviu fielmente e de quem recebeu terras para estabelecer o seu próprio assentamento num lugar que adquire o seu nome Vifilsdalur, Snóksdalur em Dalasýsla. O nome da sua esposa é desconhecido, no entanto algumas fontes sugerem ser Hallveig. Teve dois filhos, Þorgeir (n. 955) e Þorbjörn Vífilsson.

## Etimología
Vífill era um apelido que geralmente se ortorgava a um escravo ou um liberto na sociedade nórdica, cujo significado é associado literalmente a escaravelho.